# Linia kolejowa Świnoujście Główne – Seebad Heringsdorf
Linia kolejowa Świnoujście Główne – Seebad Heringsdorf – linia kolejowa o długości 7,77 km, łącząca Świnoujście z Heringsdorf. Linia istnieje obecnie tylko na odcinku Świnoujście Centrum – Seebad Heringsdorf i w tej części jest jednotorowa i niezelektryfikowana.

## Historia

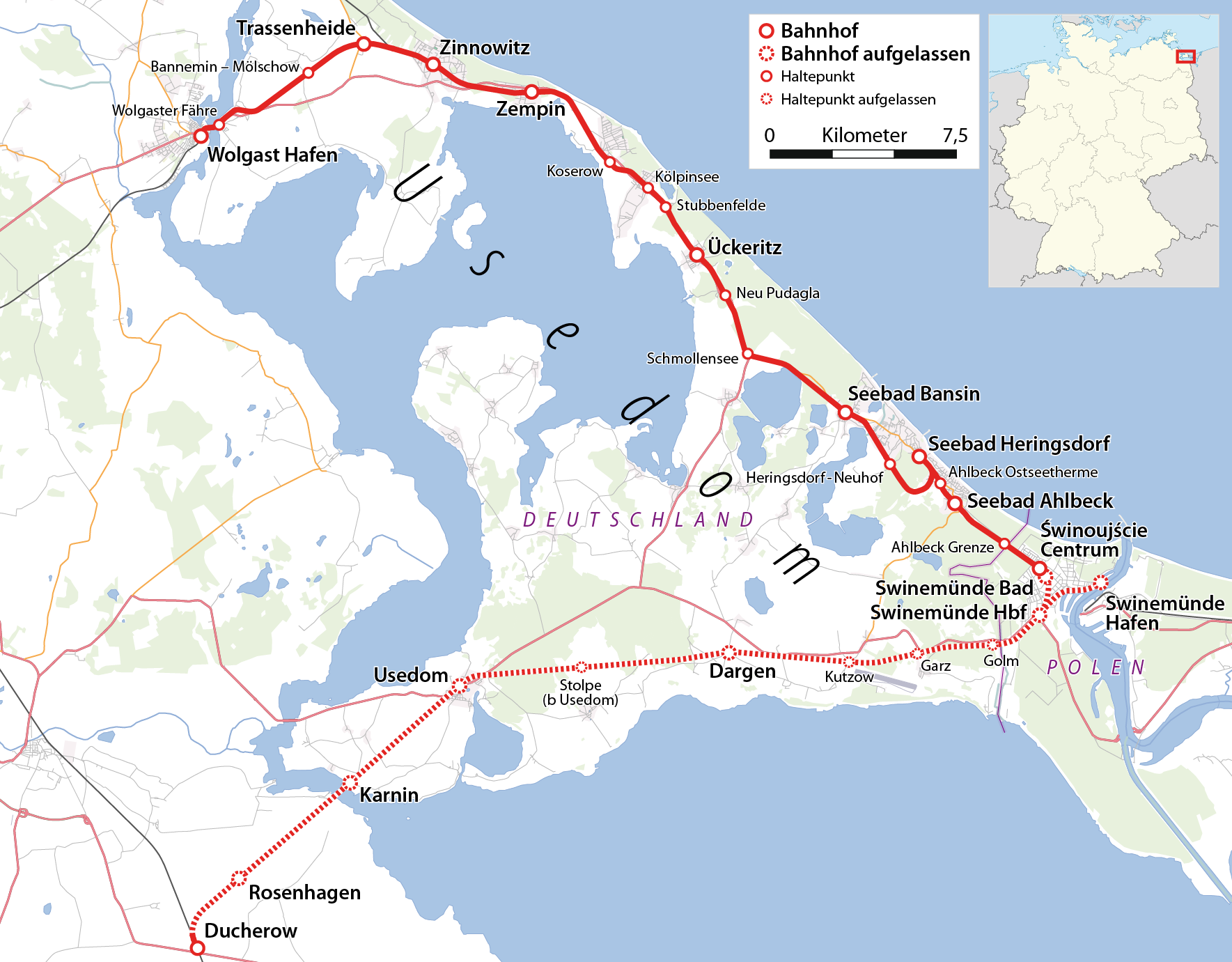
Mapa połączeń kolejowych na i w okolicy wyspy Uznam

16 marca 1863 roku otwarto połączenie kolejowe Berlin–Stralsund utworzone z połączenia w Angermünde istniejącej od 1843 linii Berlin–Szczecin oraz nowowybudowanego szlaku Angermünde–Stralsund. Późniejsze działania kupców z wyspy Uznam doprowadziły do tego, że 11 grudnia 1874 roku spółka Berlin-Stettiner Eisenbahn-Gesellschaft (Berlińsko-Szczecińskie Towarzystwo Kolejowe) uzyskała koncesję na budowę odnogi tej linii — prowadzącej z Ducherow do Świnoujścia Głównego. 15 maja 1876 roku przez południową część wyspy, pokonując Pianę mostem obrotowym w Karnin, oraz prowadząc przez miasta Usedom i Garz, dotarła do Świnoujścia Głównego. 1 lipca 1894 roku otwarto jej przedłużenie Swinemünde Hbf.–Seebad Heringsdorf, a w 1911 wydłużono jej bieg do stacji Wolgaster Fähre. 
Po II wojnie światowej linia przestała funkcjonować. Na przełomie lat 50. i 60. XX wieku rozebrano torowisko na odcinku Świnoujście Główne – Seebad Ahlbeck, a przewozy wznowiono na pozostałym fragmencie linii (w NRD). Pod koniec lat 80. z powodu niedofinansowania myślano o zamknięciu pozostałej części linii, lecz po zjednoczeniu Niemiec odstąpiono od tych planów, a nawet zawiązał się ruch na rzecz odbudowy kolei na wyspie Uznam w pierwotnym jej przebiegu, a głównym tego inicjatorem był Rudolf Lange, dawny mieszkaniec Świnoujścia.
W kwietniu 1994 roku powstał projekt stworzenia prywatnej spółki, która by zarządzała pozostałymi liniami kolejowymi na wyspie Uznam, 21 grudnia tego roku zrealizowano ten projekt i powstała Usedomer Bäderbahn GmbH (Uznamska Kolej Nadmorska sp. z o.o.). Dnia 7 czerwca 1997 roku odbudowano fragment linii do granicy polsko-niemieckiej, gdzie zlokalizowano przystanek Ahlbeck Grenze. W 1999 roku przedłożony został plan wydłużenia linii do centrum Świnoujścia. Tuż przed wejściem Polski do strefy Schengen rozpoczęto budowę linii bez konieczności dodatkowej budowy przejścia granicznego, do nowej stacji o nazwie Świnoujście Centrum umiejscowionej ok. 300 m na zachód od zlikwidowanej w latach 40. stacji Świnoujście Nieradków (niem. Swinemünde Bad). Stację otwarto dla ruchu pasażerskiego 20 września 2008.

## Przewozy kolejowe
Obsługą przewozów pasażerskich na linii zajmuje się Uznamska Kolej Nadmorska sp. z o.o. (UBB), która codziennie obsługuje na odcinku Świnoujście Centrum - Seebad Heringsdorf 22, a w okresie od maja do września 39 par pociągów dziennie, które kursują do stacji Seebad Heringsdorf, Wolgast, Züssow oraz Stralsund. W sezonie kursuje także pociąg dalekobieżny do Berlina.

## Czas jazdy
Według rozkładu jazdy 2007/2008 czas przejazdu od stacji Świnoujście Centrum do stacji Seebad Heringsdorf wynosi 10 minut.

## Maksymalne prędkości
Na prawie całej długości linii prędkość maksymalna wynosi 80 km/h.

## Galeria

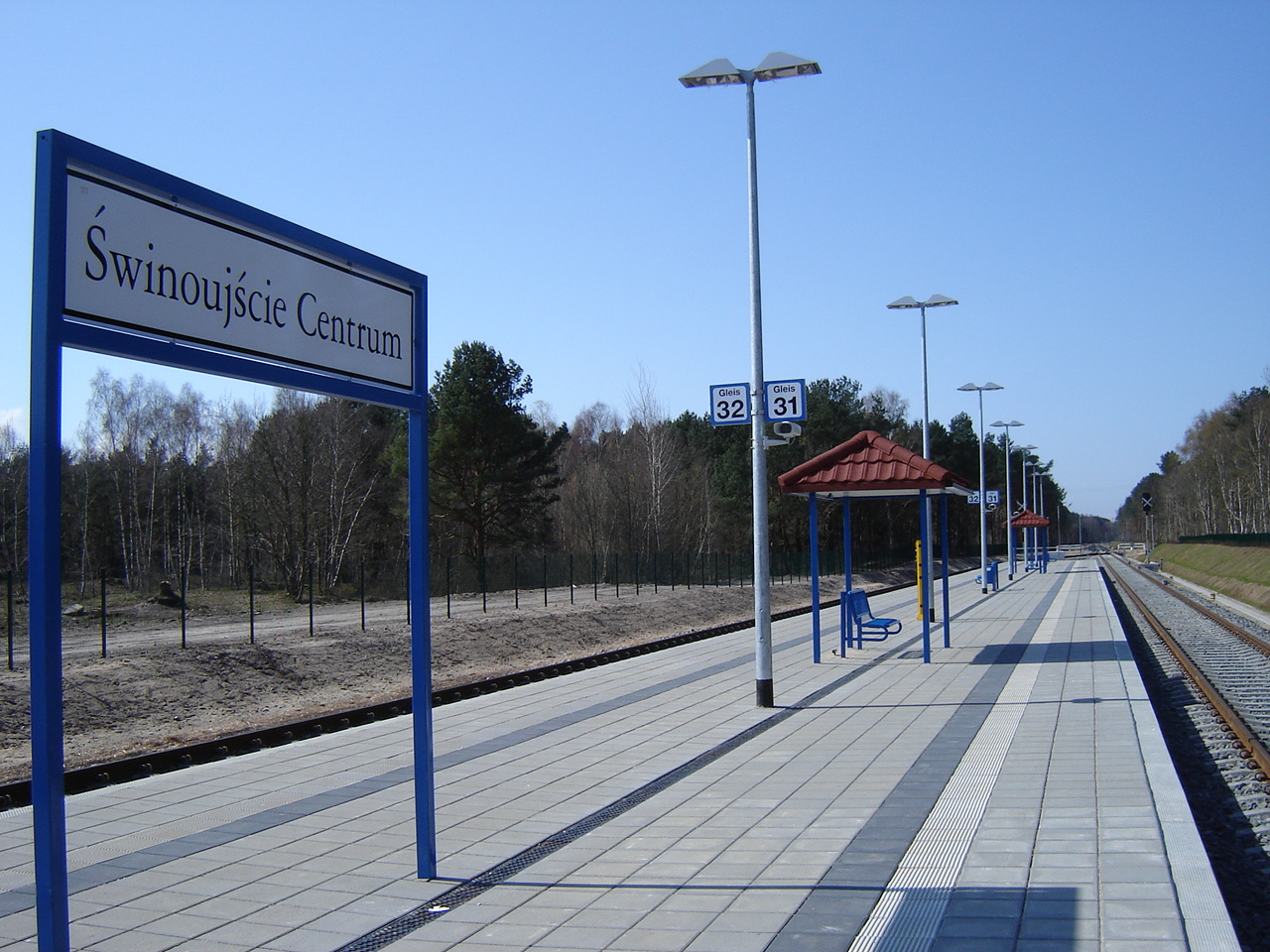
Nowo wybudowana stacja Świnoujście Centrum
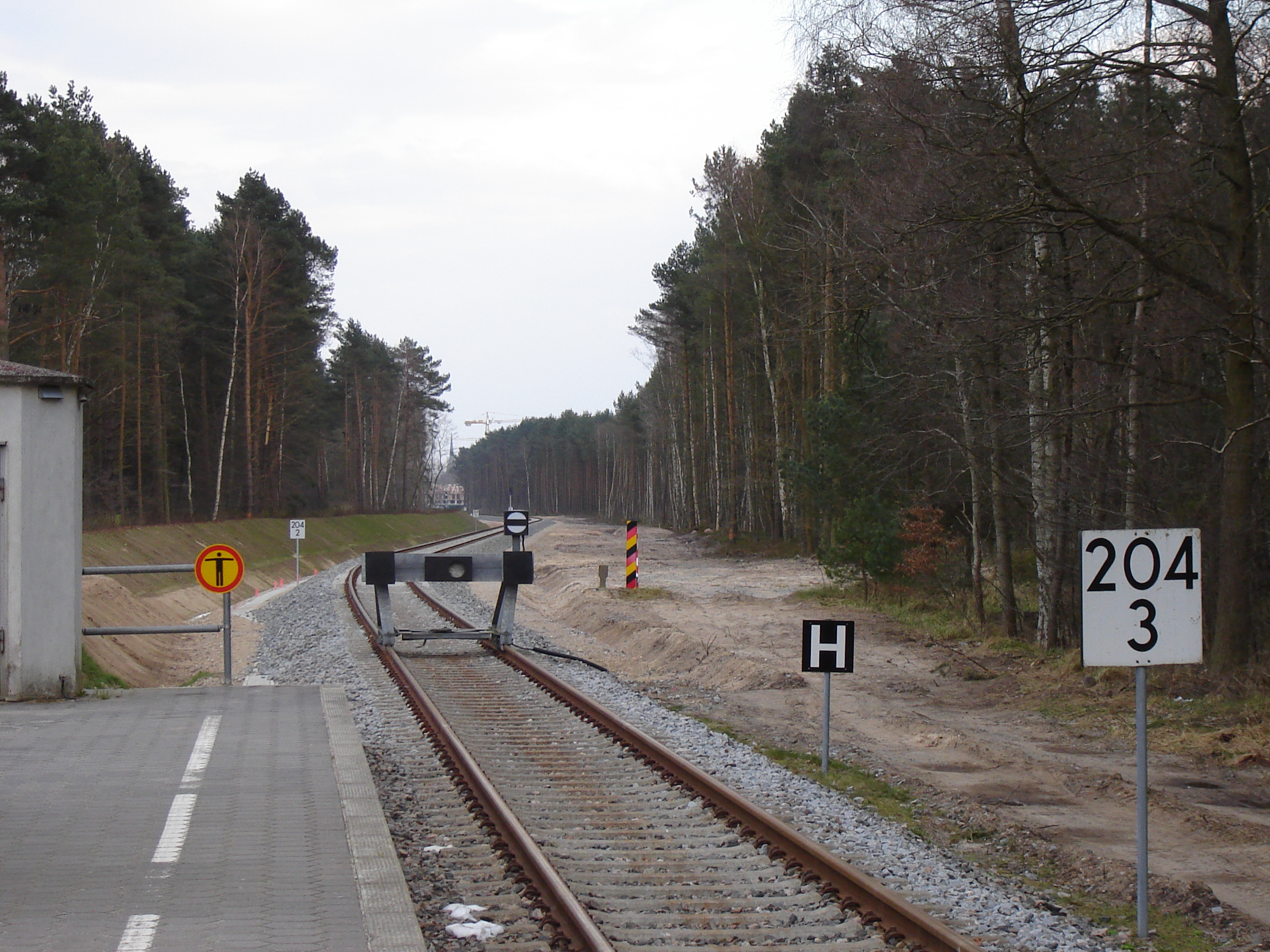
Widok na nowo wybudowany tor od stacji Ahlbeck Grenze do Świnoujścia Centrum
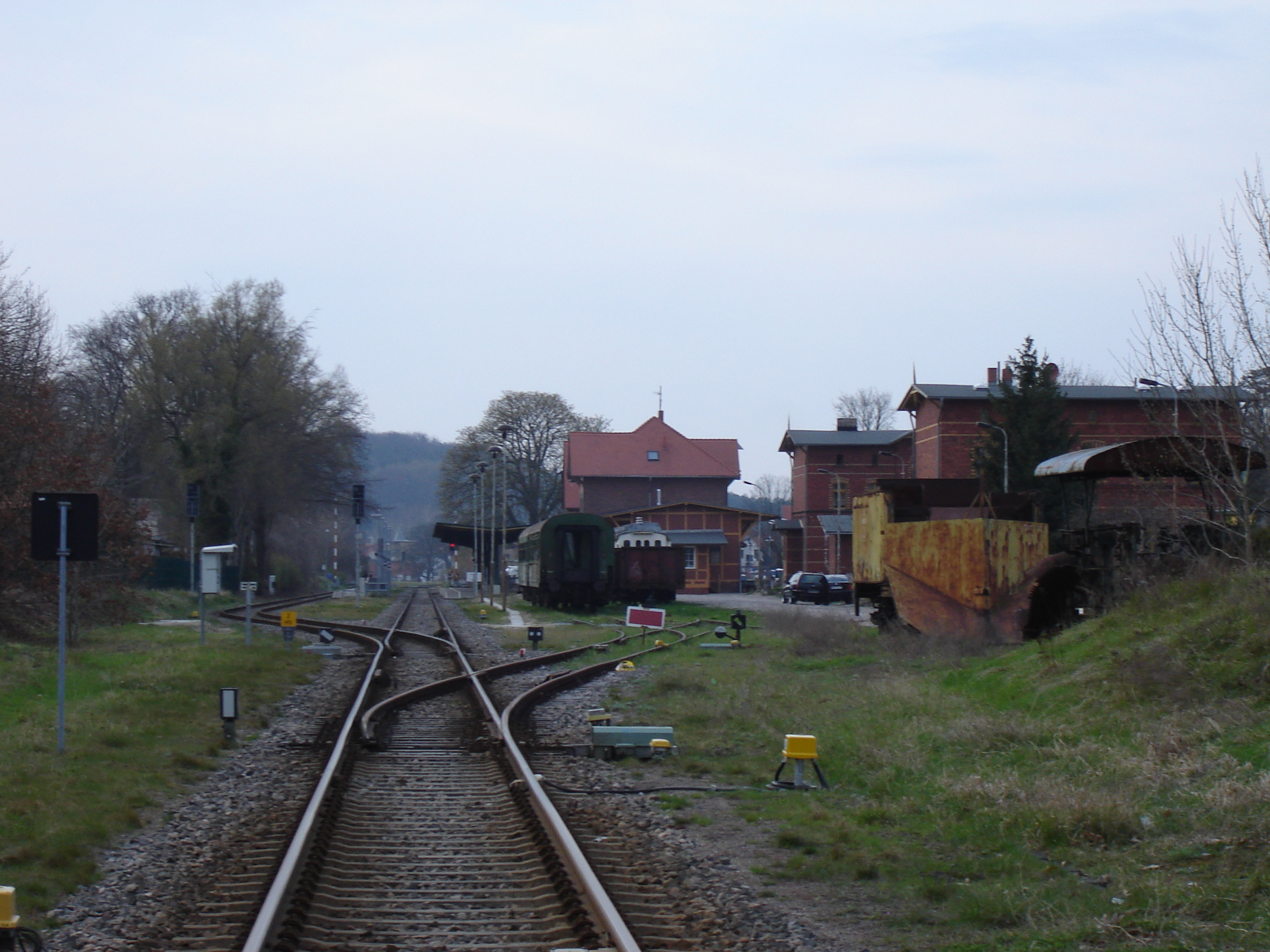
Rozjazd torów przed stacją w Ahlbecku
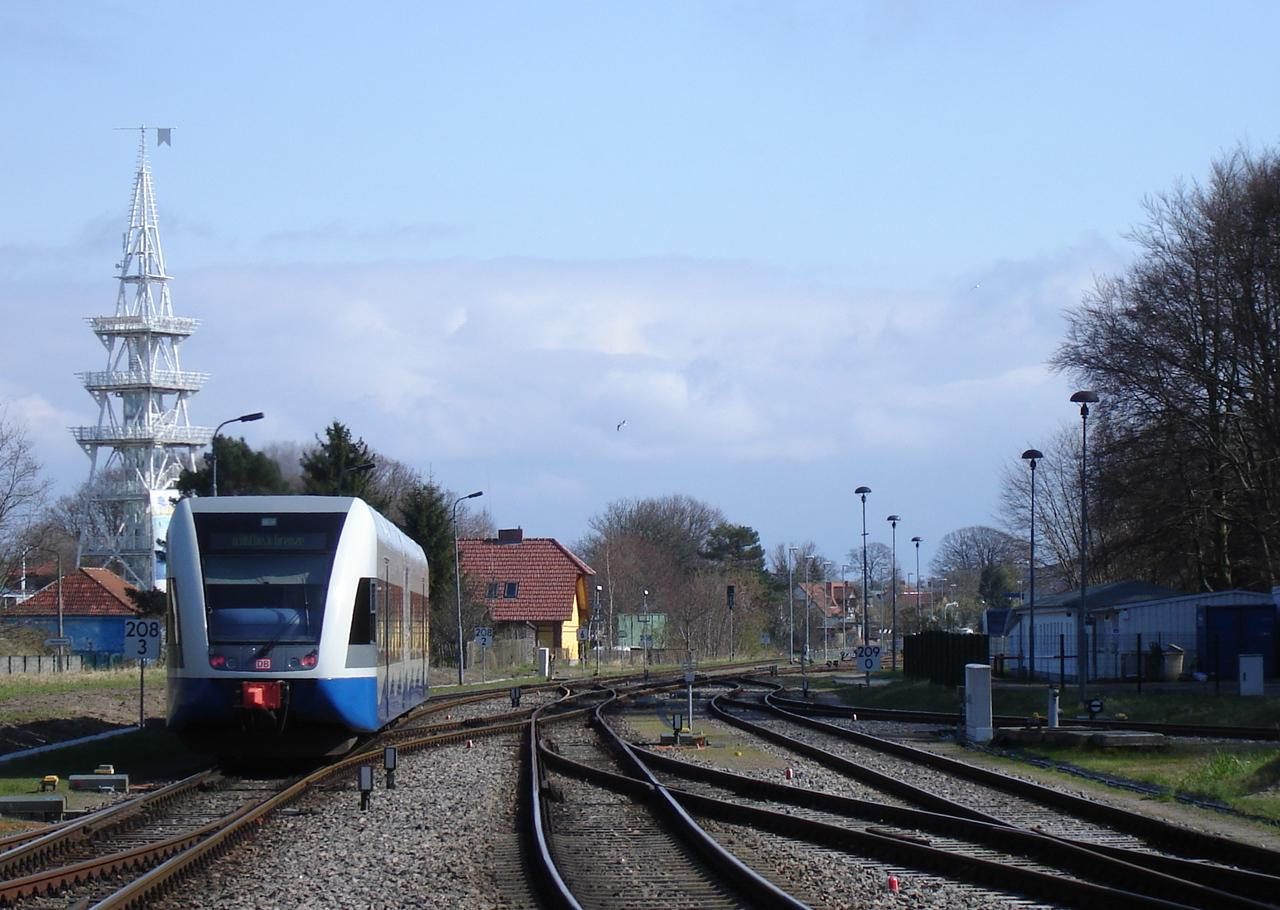
Rozjazd torów przed stacją Seebad Heringsdorf

## Stacje
Świnoujście Główne – początek linii, przed wojną węzeł kolejowy na którym odchodziły także linie do Ducherow (i dalej do Berlina i Szczecina), Świnoujścia Portu na wyspie Uznam oraz kolejowa przeprawa promowa do przystanku Świnoujście Port na wyspie Wolin, gdzie łączyła się z linią do Szczecina; obecnie nie istnieje.
Świnoujście Nieradków – stacja z której korzystali głównie wypoczywający w Świnoujściu turyści; obecnie nie istnieje.
Świnoujście Centrum – od 20 września 2008 końcowa stacja linii z Seebad Heringsdorf, jedyna położona po uznamskiej stronie miasta.
Seebad Ahlbeck – główna stacja w miejscowości Seebad Ahlbeck.
Seebad Heringsdorf – główna stacja w miejscowości Heringsdorf, tu znajduje się centrum sterowania ruchem na liniach UBB.